# ناگاتومو ۸۹۳۲
سیارک ۸۹۳۲ (به انگلیسی: 8932 Nagamoto، نامگذاری:1997AR4) هشت هزار و نهصد و سی و دومین سیارک کشف شده‌است که در ۶ ژانویه ۱۹۹۷ کشف شد.
قدر مطلق سیارک برابر ۳۳.۸ است.